# Schweres Warmblut

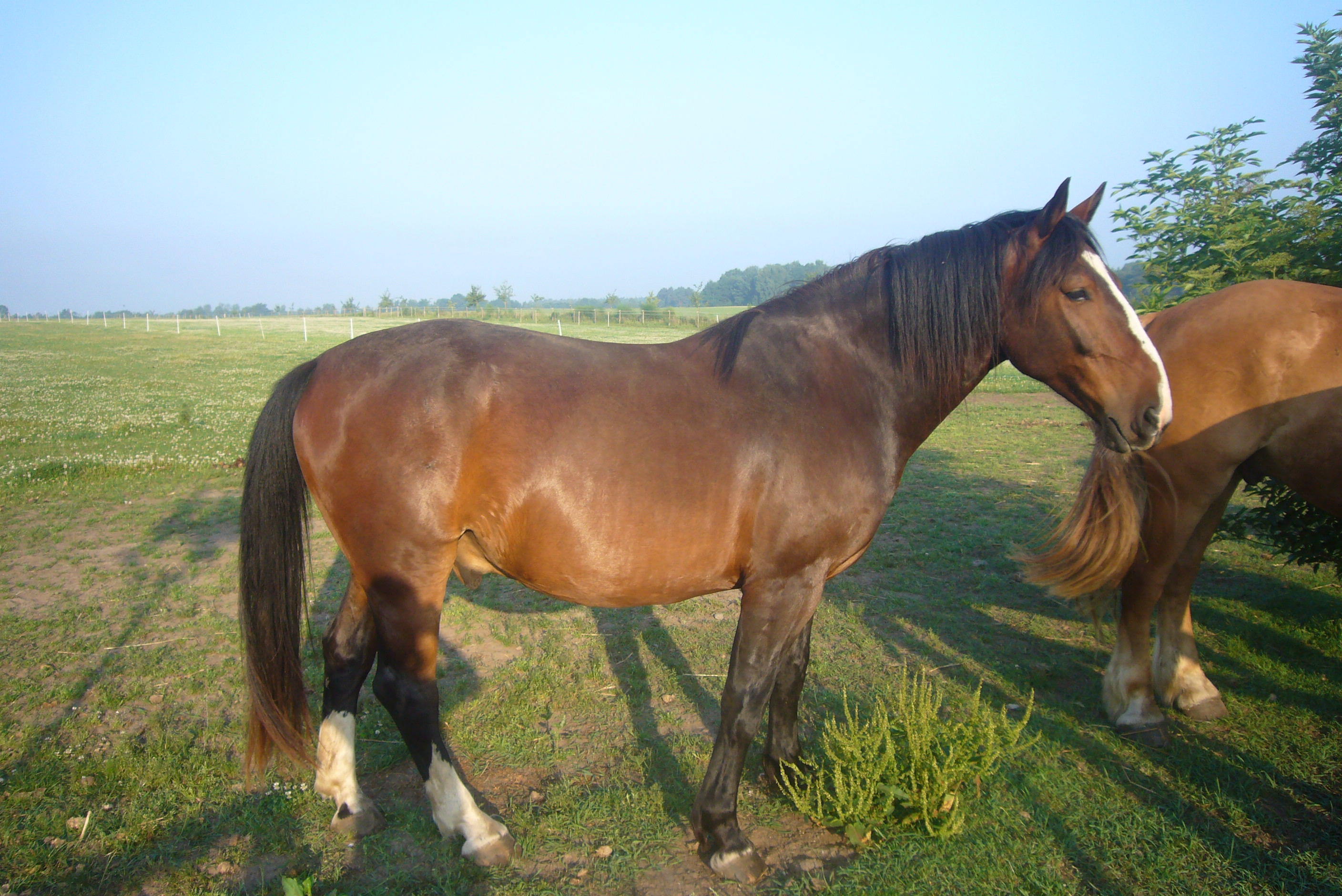
Alt-Oldenburger

Das Schwere Warmblut ist eine Gruppe von Warmblut-Pferderassen, die sich durch einen mittelschweren Körperbau auszeichnen.
Das Schwere Warmblut steht im traditionellen Karrossiertyp, der sich insbesondere zum Fahren eignet, vor allem als Stangenpferd für schwere Wagen. Es kann aber auch zum Pflügen und als zuverlässiges Reitpferd eingesetzt werden.

## Geschichte
Die Zuchtgeschichte des Ostfriesischen und Alt-Oldenburger Warmblutpferdes reicht bis ins Mittelalter zurück, ist aber nach 1960 weitgehend zum Erliegen gekommen. In Sachsen und Thüringen wurden seit den 1870er Jahren schwere Warmblüter gezielt gezüchtet, für die bis Mitte des 20. Jahrhunderts immer wieder Zuchttiere aus den damaligen Hauptzuchtgebieten Oldenburg und Ostfriesland importiert wurden. Auch die Zucht des Rottaler Pferdes hat eine lange eigenständige Tradition, allerdings wurden ab den 1880er Jahren massiv Oldenburger Hengste eingekreuzt. Bei der Zucht des Altwürttembergers wurden vor allem Normannen eingekreuzt, aber auch hier kamen Oldenburger Hengste zum Einsatz.
Ab den 1980er Jahren kam es zu einer Rückbesinnung auf die alten Rassen im schweren Warmbluttyp. Mit den verbliebenen Stuten und den in der Sächsisch-Thüringischen Zucht erhaltenen Hengstlinien wurde die Zucht der Ostfriesen/Alt-Oldenburger in kleinem Rahmen wieder aufgenommen. Auch bei der Erhaltungszucht des ebenfalls im mittelschweren Typ stehenden Altwürttembergers wurden ab den 1990er Jahren sächsisch-thüringische Hengste eingekreuzt, die auch in der Erhaltungszucht des Rottalers zugelassen sind.

## Zuchtgebiete und Rassen

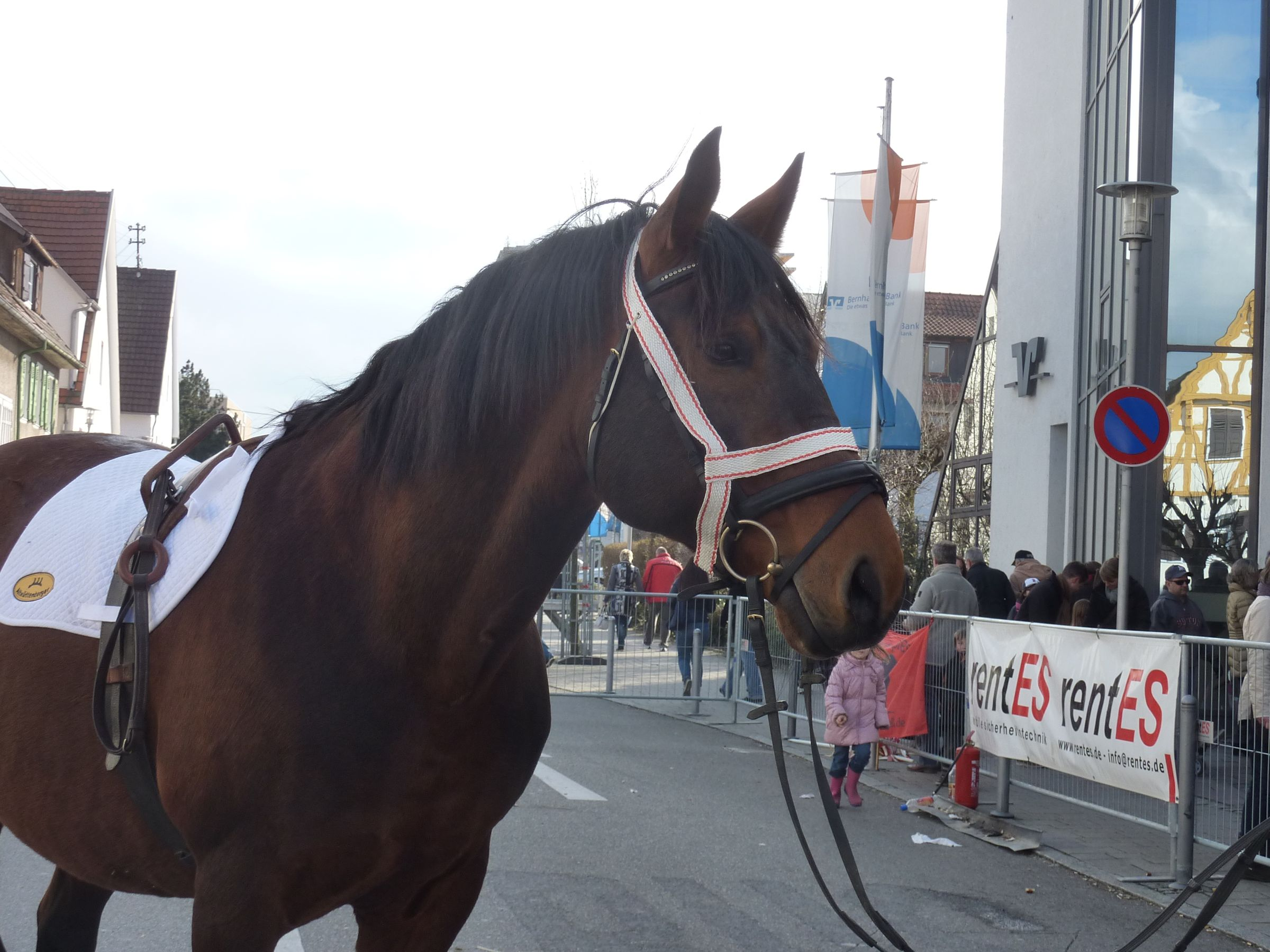
Altwürttemebrger

Die Bundesanstalt für Landwirtschaft und Ernährung fasste bis 2017  drei Pferderassen in der Gruppe Schweres Warmblut zusammen:
- das Sächsisch-Thüringische Schwere Warmblut, das oft verkürzt als Schweres Warmblut bezeichnet wird.
- das Altwürttemberger
- das Ostfriesisch-Altoldenburgische Schwere Warmblut

Im Jahr 2015 umfasste der Bestand dieser vier Rassen in Deutschland 101 gekörte Hengste und 1150 Stuten. Hiervon entfielen gut 55 Prozent der Hengste und 80 Prozent der Stuten auf das Sächsisch-Thüringische Schwere Warmblut. Seit 2017 werden diese drei Zuchtgebiete wieder einzeln erfasst.
Das Rottaler Pferd war nicht Teil dieser Gruppe, entspricht aber ebenso dem Typ eines schweren Warmbluts.

## Bundeschampionat Schweres Warmblut
Das Bundeschampionat Schweres Warmblut wird alljährlich als Gemeinschaftsveranstaltung der drei Rassen Sächsisch-Thüringisches Schweres Warmblut, Ostfriesen/Alt-Oldenburger und Altwürttemberger in Moritzburg durchgeführt.